# Hugo Budinger
Hugo Budinger   (Düsseldorf, 10 de juny de 1927 - Colònia, 7 d'octubre de 2017) fou un jugador d'hoquei sobre herba alemany que va competir durant les dècades de 1950 i 1960.
El 1952 va prendre part en els Jocs Olímpics d'Estiu de Hèlsinki, on fou cinquè en la competició d'hoquei sobre herba. Quatre anys més tard, als Jocs de Melbourne, guanyà la medalla de bronze en la mateixa competició. La tercera i darrera participació en uns Jocs fou el 1960, a Roma, on fou setè.
Durant la seva carrera esportiva va jugar 58 partits internacionals entre 1951 i 1961. El 1954 va formar part de l'equip alemany que guanyà el Campionat d'Europa no oficial. Una vegada retirat, de 1961 a 1969, va ser el director esportiu de la Federació Alemanya Occidental de Hoquei (DHB) i va exercir d'entrenador de l'equip nacional, entre d'altres als Jocs Olímpics de 1968 de Ciutat de Mèxic i de la Copa del Món de 1973.